# Fala Chen
Pour les articles homonymes, voir Chen.
Fala Chen est une actrice sino-américaine née le 24 février 1982 à Chengdu au Sichuan.

## Filmographie

### Cinéma
- 2009 : Turning Point : Karen
- 2010 : Black Ransom : Superintendent Koo
- 2010 : 72 Tenants of Prosperity : Xiu Tou Hung
- 2011 : I Love Hong Kong : Lee Kei
- 2011 : The Fortune Buddies : Sister Man
- 2013 : Tales from the Dark II : Chow Jing Ee
- 2014 : La Revanche des dragons verts : la femme de Bloom
- 2015 : Secret Treasure
- 2017 : Moi, moche et méchant 3 : Lucy Wilde
- 2017 : Shen mi bao zeng : Da Yan Mei et Xi Xianggu
- 2018 : Passinger : une femme
- 2020 : Headin' South : Guo Lin
- 2021 : Shang-Chi et la Légende des Dix Anneaux : Ying Li
- 2024 : Godzilla x Kong: The New Empire d'Adam Wingard
- 2025 : Ballad of a Small Player d'Edward Berger : Dao Ming

### Télévision
- 2006 : Fa cheng sin fung : Yung Wai (25 épisodes)
- 2007 : Tong sum fung bo : Tong Chi-yan (40 épisodes)
- 2007 : See lai bing tuen : Angela (21 épisodes)
- 2008 : Yuen loi oi sheung chaak : Minnie (20 épisodes)
- 2008 : Gar ho yuet yuen : Wing (40 épisodes)
- 2010 : Gung Ju Ga Do : Szeto Ngan Ping (31 épisodes)
- 2010 : Gan gwok hiu hung: Yee hoi ho ching : Lau Ching (32 épisodes)
- 2010-2011 : Links to Temptation : Hung Long-kiu (20 épisodes)
- 2011 : Une maman formidable : Kwai Fai (32 épisodes)
- 2011 : Lives of Omission : Madame Jo (30 épisodes)
- 2012 : Queens of Diamonds and Hearts : Chung Mo Yim (25 épisodes)
- 2013 : Triumph in the Skies II : Holiday (43 épisodes)
- 2013 : Will Power : Eugene Sum (32 épisodes)
- 2014 : Da Mo Yao : Qin Xiang (36 épisodes)
- 2020 : The Undoing : Jolene McCall (2 épisodes)
- 2021 : Irma Vep : Cynthia Keng